# Си Ти Ви
„Си Ти Ви“ (на английски: CTV Television Network, известен като CTV) е канадски англоезичен телевизионен канал.
Създаден е през 1961 г. Придобит е от „Би Си И“ през 2000 г. и сега е подразделение на дъщерното дружество „Бел Медия“ на „Би Си И“. „Си Ти Ви“ е най-големият частен телевизионен канал в Канада.